# Phrae
Phrae (Thai: แพร่; Lanna: แป้, Pae) ist die Hauptstadt der Provinz Phrae in der Nordregion Thailands. Sie liegt im Landkreis (Amphoe) Mueang Phrae und hat den Verwaltungsstatus einer Stadt-Kommune (Thesaban Mueang).
Die Stadt Phrae hat 16.970 Einwohner (Stand 2012).

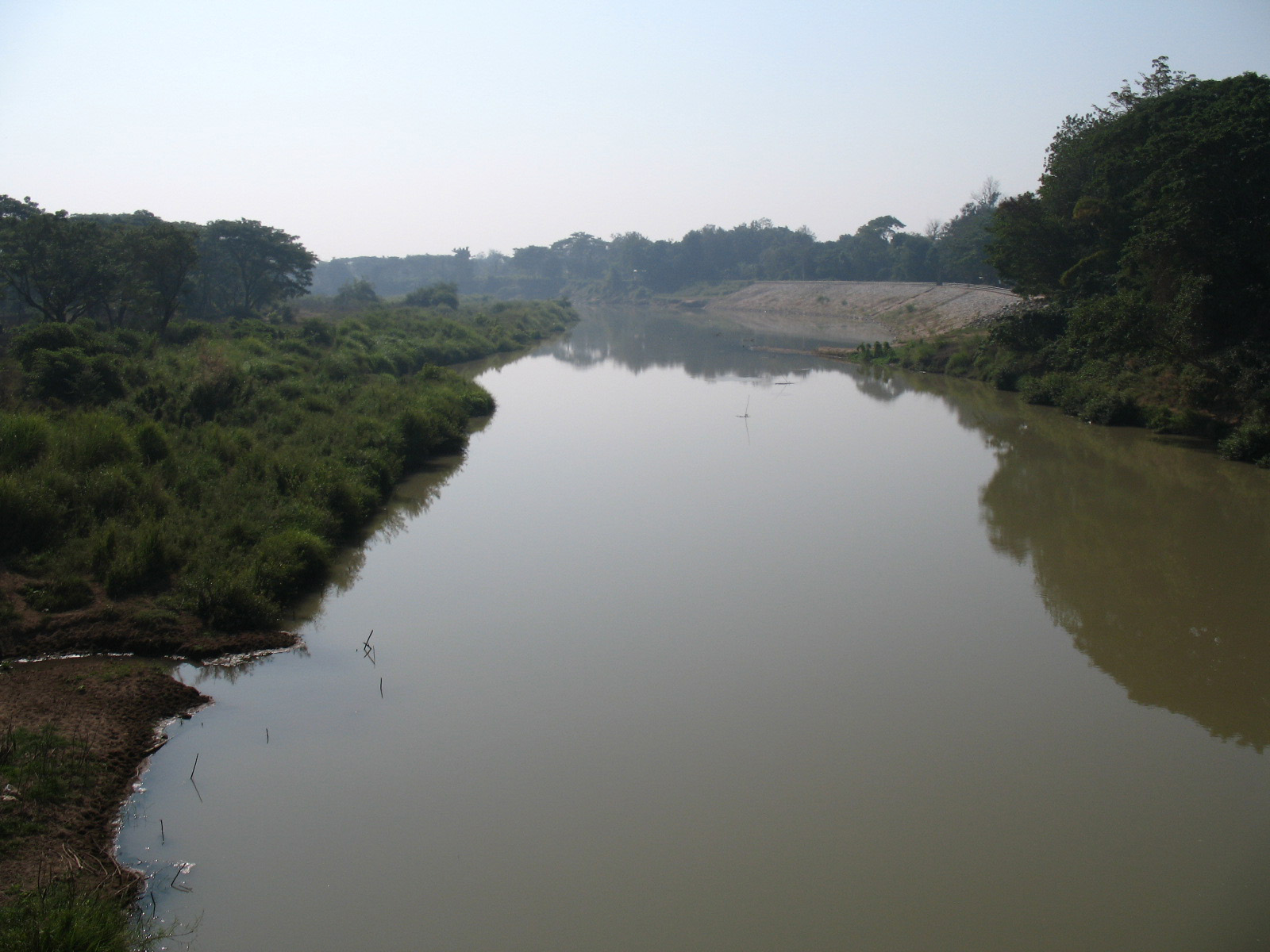
Der Yom Fluss bei Phrae

## Geographie
Phrae liegt etwa 550 Kilometer nördlich von Bangkok, im Tal des Mae Nam Yom (Yom-Fluss), der dem Mae Nam Chao Phraya zufließt. Die Stadt ist umgeben von malerischen Bergen, sie befindet sich inmitten einer kleinen Zentralebene, die nach Errichtung der Yom-Talsperre vornehmlich dem Reisanbau dient.
Die Altstadt ist von einer vollständig erhaltenen Stadtmauer umgeben, der Stadtgraben wird von dem Flüsschen Huai Mae Khaem gespeist, der im Nordwesten in den Maenam Yom mündet. Vier historische Stadttore sind erhalten, die in den vier Himmelsrichtungen aus der Stadt führen: im Norden die Pratu Sri Chum, im Osten Pratu Mai, im Süden Pratu Chai und im Westen Pratu Man.

## Wirtschaft
Wie auch Lampang wurde Phrae im 19. Jahrhundert das Zentrum der Teakholz-Industrie. Noch heute gibt es eine große Anzahl von Häusern aus Teakholz, der Baustil vieler buddhistischer Tempel (Wat) ist burmesisch, da sich viele Holz-Kaufleute aus Birma hier ansiedelten.
Heute ist der Reisanbau eine wichtige Erwerbsquelle. Bedeutend ist auch die Herstellung von Rattanmöbeln und Textilien, insbesondere das Arbeitshemd aus grobgewebtem blauen Baumwollstoff wird gefertigt.

## Geschichte
Phrae ist eine der ältesten Stadtgründungen in Thailand, sie geht bis auf das elfte Jahrhundert zurück, als sie als Teil des Hariphunchai-Königreiches von den Mon gegründet wurde. Die historische Form der Stadt, ein Oval mit Erdwällen und einem Stadtgraben, ist noch heute gut zu erkennen, damit ähnelt sie Stadtgründungen aus gleicher Zeit: Lamphun und Lampang.
Als unabhängiges Fürstentum war es auch unter dem Namen Wiang Kosai bekannt. Für König Mangrai war die Einnahme des kleinen, bis dahin unabhängigen Stadtstaates Phrae eine erste Erweiterung seines Königreiches Lan Na. Schließlich fiel er im Zuge der Expansionspolitik des Königs Ramkhamhaeng an das Königreich Sukhothai.

## Sehenswürdigkeiten

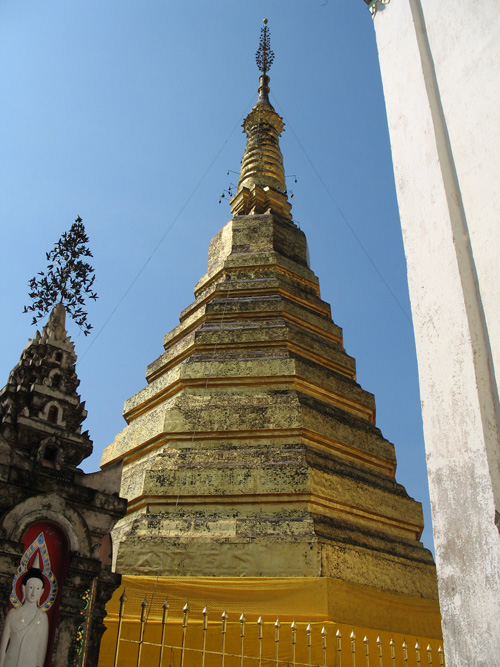
Chedi des Wat Phrathat Cho Hae

- Stadtmauer – fast vollständig erhalten, zum Teil rekonstruiert
- Stadtmuseum – Faustkeile aus dem 3. Jahrhundert v. Chr., massiv goldener Buddha-Kopf, Palmblattbücher der Mon
- Stadtsäule (Lak Mueang) – eine vergoldete Holzsäule in einem reich verzierten Pavillon, ähnlich wie in Lampang, die das geographische Stadtzentrum angibt. ⊙
- Wat Luang (วัดหลวง) – Tempel aus dem 14. Jahrhundert  mit burmesischen Stilelementen, in welchem die Mönche aus Palmblatt-Büchern rezitieren. ⊙
- Wat Chom Sawan (วัดจอมสวรรค, Kloster des höchsten Himmels) - das schönste Beispiel burmesischer Tempelarchitektur in Nordthailand, erbaut zwischen 1910 und 1912. Es liegt nordöstlich etwas außerhalb der alten Stadt. ⊙
- Wat Phrathat Cho Hae (วัดพระธาตุช่อแฮ) – buddhistischer Tempel (Wat) aus dem frühen 14. Jahrhundert, rund zehn Kilometer südwestlich von Phrae im nordthailändisch-burmesischen Stil, mit einer sehr verehrten Buddha-Statue; die Pagode (Chedi) ist ca. 33 Meter hoch und vollständig mit Blattgold beschichtet. Im thailändischen Volks-Buddhismus ist er ein beliebtes Pilgerziel für Menschen, die im Jahr des Tigers geboren sind. ⊙
- Phae Mueang Phi (วนอุทยานแพะเมืองผี) – Naturerlebnis in Form beeindruckender erodierter Felsformationen, von denen manche Einheimische vermuten, dass sie von Geistern bewohnt werden (Mueang Phi bedeutet so viel wie „Ort der Geister“)

## Lokale Feste
- Prathat Cho Hae Festival – Februar oder März, Prozessionen traditionellen Stils, Aufführungen lokaler Künstler[2]
- Salak Luang – November, Prozessionen traditionellen Stils mit den farbigen einheimischen  Gewändern und Musik mit Wettbewerb in traditionellen Tänzen; die gläubigen Buddhisten weihen Geschenke, die sie den Mönchen des Wat Luang darbringen

## Persönlichkeiten
- Thongchai Rungreangles (* 1968), Fußballtrainer